# Havestar
Havestar — мини-альбом чикагской индастриал группы I:Scintilla, выпущен в 2006 году,  дебютный EP на бельгийском лейбле Alfa Matrix.

## Об альбоме
Список композиций EP состоит из трёх композиций с их первого альбома The Approach, а также ремиксов, сделанных такими группами, как Combichrist, Diskonnekted, Neikka RPM, Implant, Klutae и другими.

## Список композиций
1. Havestar
2. Scin
3. The Bells
4. Capsella [Toxin Mix]
5. Havestar [Combichrist] Mix]
6. Havestar [Diskonnekted Mix]
7. Scin [Neikka RPM Mix]
8. Havestar [Implant Mix]
9. Capsella [Klutae Mix]

## Участники записи
- Brittany Bindrim вокал (с сентября 2003)
- Jim Cookas гитара (с октября 2002)
- Vincent Grech барабаны (с февраля 2006)